# Музей Героев Советского Союза и России
«Музей Героев Советского Союза и России» — исторический музей в Москве, посвящённый героям СССР и современной России. Музей был создан по инициативе Регионального общественного Фонда поддержки Героев Советского Союза и Российской Федерации имени генерала Е. Н. Кочешкова согласно Распоряжению Правительства Москвы. В 2007 году Музей вошел в состав музея-панорамы «Бородинская битва» на правах отдела. Фонды музея включают в себя более 4300 единиц хранения.

## История
Первоначально, в 2001 году, был создан «Музей Героев Советского Союза, Героев Российской Федерации и полных кавалеров ордена Славы». Открытие музея состоялось 20 марта 2002 года по адресу ул. Кржижановского, д. 17, корп.1, 5 этаж. Однако после открытия поступили предложения о том, что такой музей должен иметь достойное помещение. Решение по подбору помещения для музея инициировал префект ЮЗАО города Москвы В. Ю. Виноградов. В 2004 году новое помещение было найдено (бывший клуб Черемушкинского керамического завода по адресу: ул. Большая Черемушкинская д. 24. корп. 3). Начались строительные работы, которые были закончены в конце 2006 года.

## Деятельность музея
Деятельность музея направлена на утверждение преемственности боевых традиций и сохранение исторической памяти россиян. Помимо экскурсионной работы в музее проводятся «Уроки мужества» — встречи молодежи с ветеранами Великой Отечественной войны 1941—1945 годов, участниками военных действий в Афганистане и антитеррористических операций в Чечне. В музее организуются тематические выставки, поддерживается связь с родственниками Героев, военно-патриотическими организациями и поисковыми отрядами.

## Экспозиция музея
Основная экспозиция музея состоит из мемориальных комплексов Героев Советского Союза, Героев России и Героев Социалистического Труда, начиная с 1934 года (год учреждения звания Героя Советского Союза) до настоящего времени.
В 2015 году, к 70-летию Победы в Великой Отечественной войне, экспозиция музея была обновлена и расширена. В числе последних поступлений — личные вещи Героя Советского Союза и Героя России, полковника Н. С. Майданова, Героя России, трижды кавалера ордена Мужества и одного из первых кавалеров восстановленного ордена Св. Георгия, гвардии полковника А. В. Лебедя.
Основу коллекции музея составляют боевые награды, ценные подарки, военные реликвии, личные вещи, документы и фотографии из семейных архивов, переданные в дар музею Героями Советского Союза, Героями России, Героями Социалистического Труда, Кавалерами Ордена Славы, их наследниками, родственниками и однополчанами, а также произведения живописи и оригинального рисунка.
|  |  |  |  |
|  |  |  |  |